# Valeer Peirsman
Valeer Peirsman (Tielrode, 20 april 1932 – Steendorp, 29 maart 2020) was een Belgisch beeldhouwer.

## Levensloop
Peirsman volgde les aan de Academie van Sint-Niklaas: figuurtekenen, anatomie en schilderen bij Georges Fonteyn, boetseren bij Robert Van de Velde. Aan de Academie van Temse volgde hij schilderen bij Jos Hoste.
Aan de Academie van Sint-Niklaas volgde hij daarna vijf jaar beeldhouwen naar levend model bij Werner Heyndrickx. Deze laatste drukte een diepe stempel op hem en getuigde later van hem: ‘Valeer Peirsman is wellicht het sterkste element in de beeldhouwklas dat ooit de Academie van Sint-Niklaas bezocht’.
Vier jaar na elkaar behaalde hij de Eerste Prijs en in het eindjaar (1967) veroverde hij de Grote Gouden Staatsmedaille voor beeldhouwen met grootste onderscheiding (95%).
Intussen (1964) was hij lesgever geworden aan de Academie van Temse.
Doorheen de jaren scherpte hij zijn kennis en kunde aan door zelfstudie en museumbezoek in binnen- en buitenland. Waar hij aanvankelijk hoofdzakelijk vrij werk schiep, kwam daarin eind jaren ‘70 verandering. Hij verwierf in toenemende mate opdrachten, vooral nadat zij hij zijn lesgeversopdracht had stopgezet (1987). Van dan af wijdde hij zich volledig aan de kunst, stroomden de opdrachten binnen en exposeerde hij geregeld zijn werk.
In 2002 verscheen een biografie over Peirsman, geschreven door Luc De Ryck en Jean-Pierre De Bruyn.

## Bekende werken
- Het beeld Moeder en kind (1982) in kunstarduin in de seniorenwijk Mariadal te Temse.[3]
- De beeldengroep De kaailopers op de Wilfordkaai te Temse. Drie beelden van de beeldengroep zijn gebaseerd op authentieke kaailopers (scheepslossers en -laders van voor de Tweede Wereldoorlog) met name Alfons Gosselin (den bruine), Désiré Aelbrecht (de mekker) en Frans Vervynckt (de schele wringer).[4] De beeldengroep werd officieel onthuld op 25 mei 1991.[5][6]
- Het beeld Lezende Jeugd in de Oeverstraat te Temse. Het werd onthuld op 22 november 1991.[7]
- Het bronzen beeld Boer & Vlas (1992) aan de Sint-Jacobuskerk te Kemzeke.[8]
- Het standbeeld van Jommeke op het Epernayplein in Middelkerke. Het werd onthuld op 31 juli 1997.[9]
- De tuysscher en de azijnzeker op de Wilfordkaai te Temse. Het beeld werd onthuld door Miet Smet op 20 september 1997.[10]
- Een bronzen standbeeld van Jommeke in opdracht van Jef Nys aan de bibliotheek te Temse. Het werd onthuld op 27 september 1998.[11]
- Het Priester Poppemonument bij de Onze-Lieve-Vrouwekerk te Temse. Het standbeeld en bas-reliëf vatten Edward Poppes leven samen. Poppe werd op 3 oktober 1999 zalig verklaard te Rome door Paus Johannes-Paulus II. Het monument werd onthuld op 29 april 2000.[12][13]
- Het standbeeld De Veerman aan het veer over de Durme te Tielrode. Het beeld stelt de veerman Cyriel Van den Bogaaert voor en werd ingehuldigd op 24 september 2000[14]
- Het standbeeld van Marcel Kiekeboe (2007) in Zoersel.
- Het borstbeeld van Arthur Wilford op de Wilfordkaai te Temse, naar het oorspronkelijk werk van War Van Asten uit 1933.[15]
- De buste van Willy Vandersteen (2007) op het Willy Vandersteenplein te Kalmthout.[16]
- De uil, in 2008 toegevoegd door Peirsman aan het bas-reliëf Sint-Joris en de draak uit 1934 van Karel Aubroeck in de Sint-Jorisstraat te Temse.[17]
- Het beeldhouwwerk De Dageraad op de Grote Markt te Beveren.[18]

## Galerij

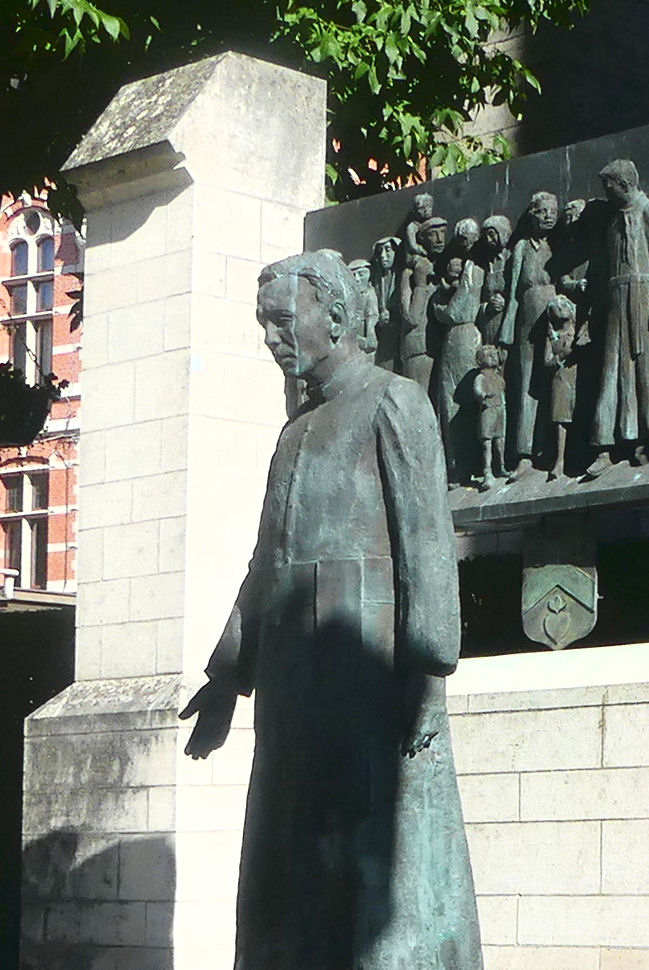
Priester Poppe-monument, Temse
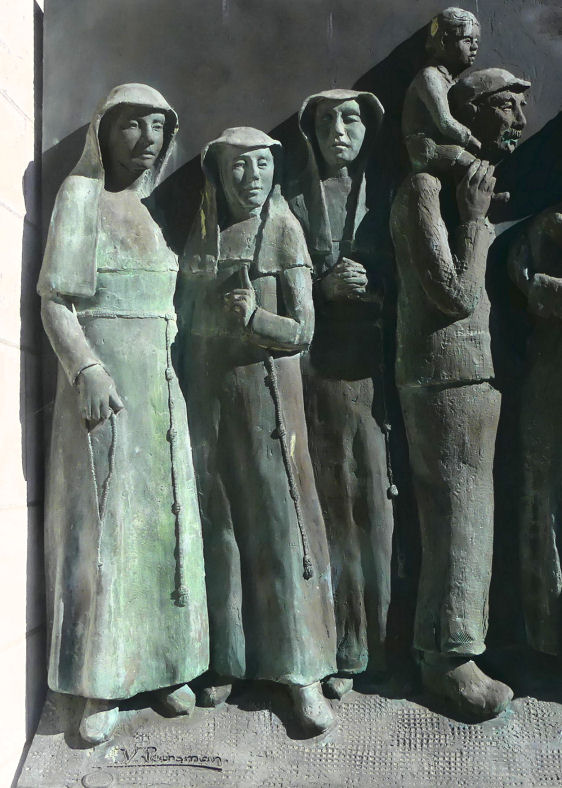
Signatuur op het priester Poppe-monument, Temse
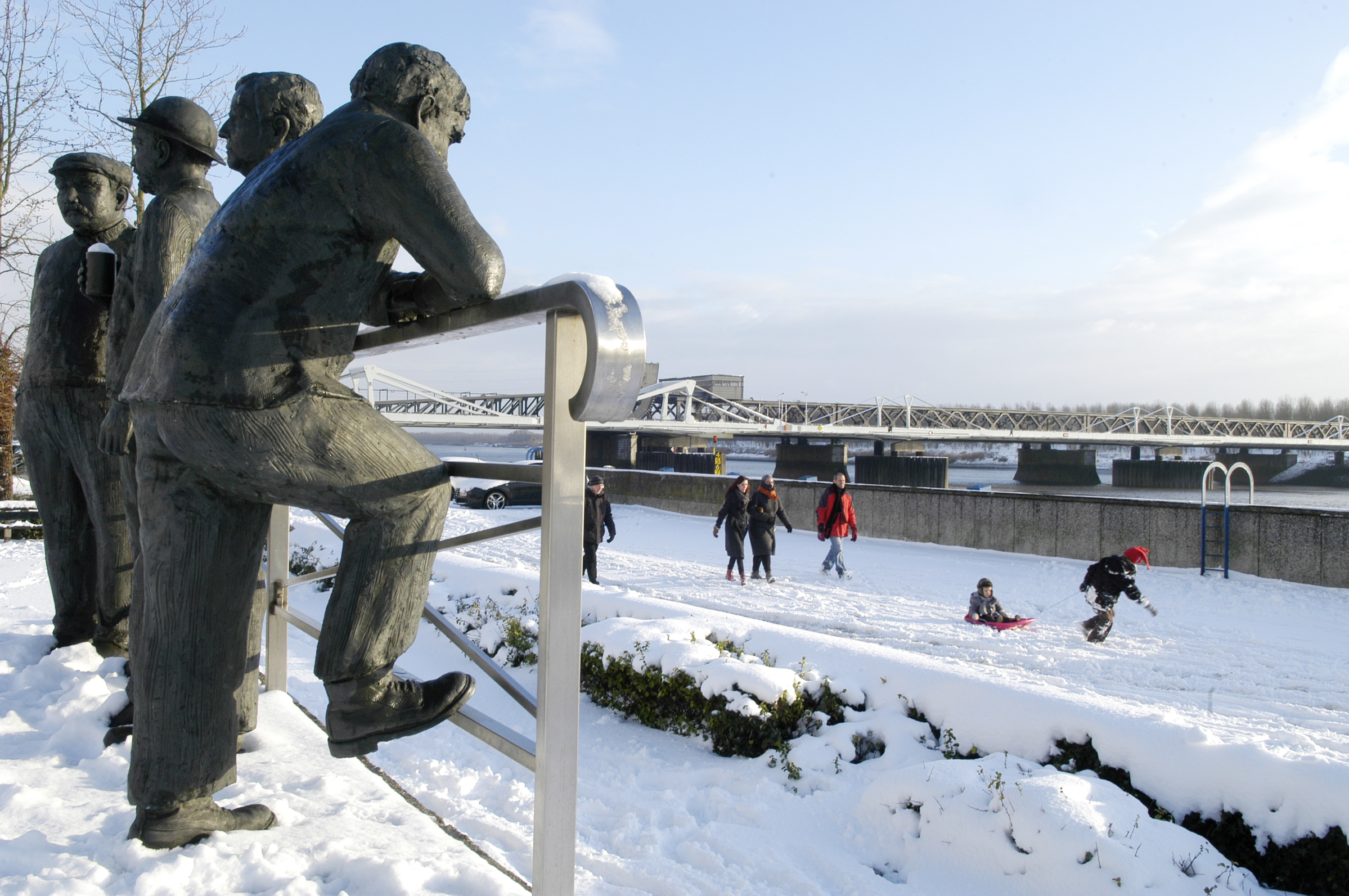
De kaailopers (Temse, 1991)
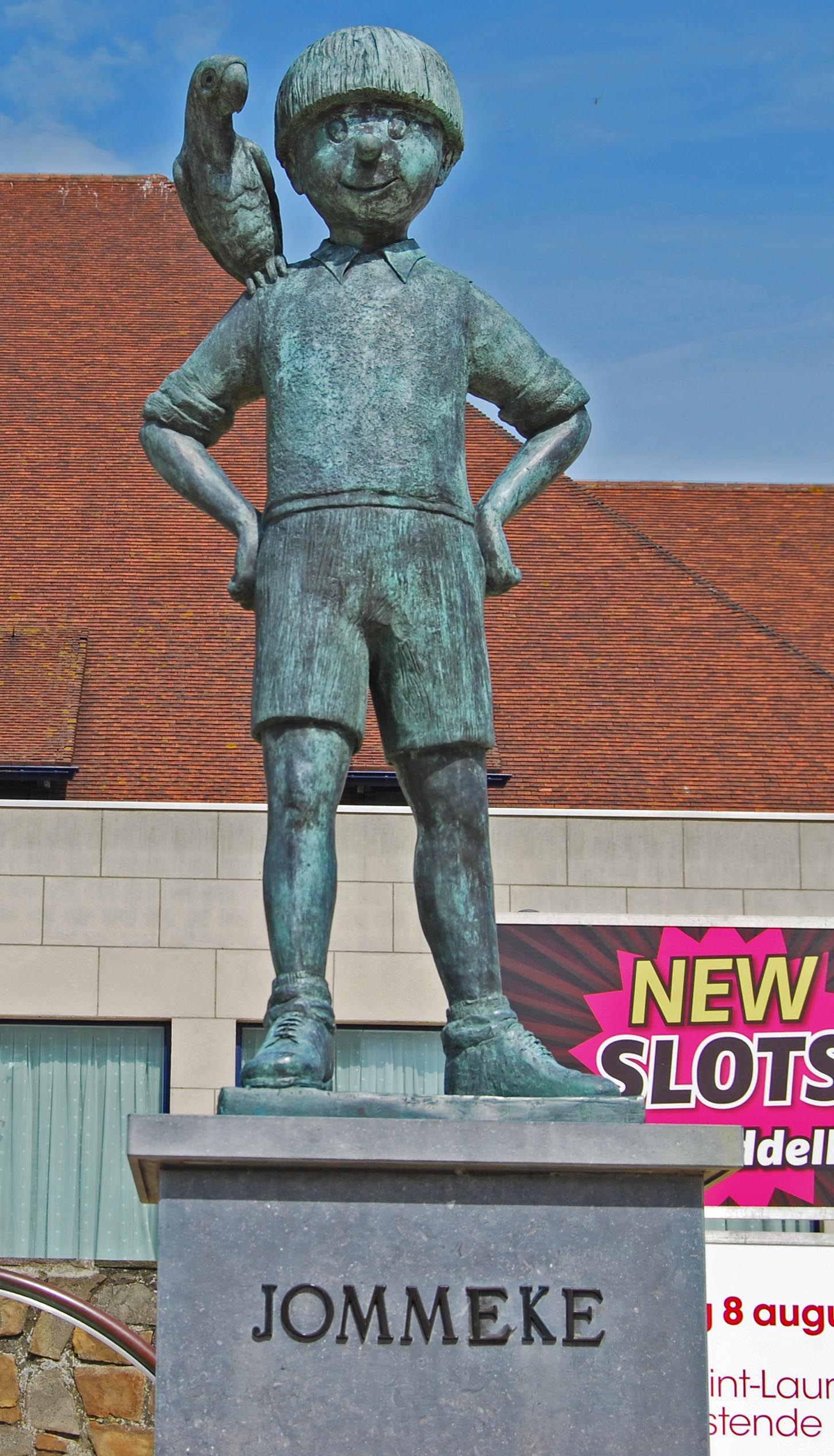
Jommeke (Middelkerke, 1997)